# ویلیام آرتور بونی
ویلیام آرتور بونی (انگلیسی: William Arthur Bone; ۱۹ مارس ۱۸۷۱ – ۱۱ ژوئن ۱۹۳۸) شیمی‌دان بود.
وی همچنین برندهٔ جوایزی همچون همکار انجمن سلطنتی و مدال دیوی شده‌است.

## زندگی
بونی در استاکتون-آن-تیز، فرزند کریستوفر بونی، بازرگان چای و مری الیزابت است. او در دبیرستان میدلزبورو استکهتون تحصیل کرد. وی پس از یک سال در مدرسه لیس، کمبریج در شیمی و فیزیک در کالج اوونز، منچستر (اکنون دانشگاه منچستر) تحصیل کرد.